# Cuacuba ribeira
Espèce
Cuacuba ribeira est une espèce d'araignées aranéomorphes de la famille des Theridiosomatidae.

## Distribution
Cette espèce est endémique du Brésil. Elle se rencontre dans des grottes de la Vale do Ribeira dans les États de São Paulo et du Paraná.

## Description
Le mâle holotype mesure 2,25 mm et la femelle paratype 1,95 mm, les mâles mesurent de 1,8 à 2,25 mm et les femelles de 1,95 à 2,7 mm.

## Étymologie
Son nom d'espèce lui a été donné en référence au lieu de sa découverte, la Vale do Ribeira.

## Publication originale
- Prete & Brescovit, 2020 : A new species of Cuacuba (Araneae, Theridiosomatidae) from Brazilian caves. Studies on Neotropical Fauna and Environment, vol. 55, no 2, p. 109-115.